# Bohain-en-Vermandois
Bohain-en-Vermandois, Bohain do 1956, je naselje in občina v severnem francoskem departmaju Aisne regije Pikardije. Leta 2009 je naselje imelo 6.021 prebivalcev.

## Geografija
Kraj se nahaja v pokrajini Vermandois, 70 km severno od Laona, tik ob meji s sosednjo regijo Nord-Pas-de-Calais.

## Administracija
Bohain-en-Vermandois je sedež istoimenskega kantona, v katerega so poleg njegove vključene še občine Becquigny, Brancourt-le-Grand, Croix-Fonsommes, Étaves-et-Bocquiaux, Fontaine-Uterte, Fresnoy-le-Grand, Montbrehain, Montigny-en-Arrouaise, Prémont, Ramicourt, Seboncourt in Serain s 14.336 prebivalci.
Kanton je sestavni del okrožja Saint-Quentin.

## Zanimivosti
- cerkev Lurške Matere Božje, obnovljena po prvi svetovni vojni v neogotskem stilu,
- družinska hiša Matisse, v njej je v mladosti prebival francoski slikar in kipar Henri Matisse.